# Petr Buchta
Petr Buchta (ur. 15 lipca 1992 w Brnie) – czeski piłkarz grający na pozycji środkowego obrońcy w TJ Sokol Lanžhot.

## Kariera juniorska
Buchta grał jako junior w FK SK Bosonohy (1999–2002) i w FC Zbrojovka Brno (2002–2009).

## Kariera seniorska

### FC Zbrojovka Brno
Buchta zadebiutował dla FC Zbrojovki Brno 7 sierpnia 2011 w meczu z FK Baníkiem Most (przeg. 1:0). Pierwszą bramkę zawodnik ten zdobył 26 sierpnia 2013 w przegranym 2:1 spotkaniu przeciwko Baníkowi Ostrawa. Łącznie dla FK Zbrojovki Brno Czech rozegrał 105 meczów, strzelając 4 gole.

### Bohemians 1905
Buchta przeszedł do Bohemians 1905 1 listopada 2016. Debiut dla tego klubu zaliczył on 19 lutego 2017 w meczu ze Spartą Praga (przeg. 1:0). Ostatecznie w barwach Bohemians 1905 Czech wystąpił 16 razy, nie zdobywając żadnej bramki.

### FC Vysočina Igława
Buchtę wypożyczono do FC Vysočiny Igława 23 stycznia 2018. Zadebiutował on dla tego zespołu 17 lutego 2018 w wygranym 1:0 spotkaniu przeciwko Slavii Praga. Łącznie dla FC Vysočiny Igława Czech rozegrał 12 meczów, nie strzelając żadnego gola.

### Fastav Zlín
Buchta przeniósł się do Fastavu Zlín 30 czerwca 2018. Debiut dla tego klubu zaliczył on 21 lipca 2018 w wygranym 3:2 spotkaniu przeciwko FK Mladzie Boleslav. Pierwszego gola piłkarz ten strzelił 29 sierpnia 2020 w meczu z FK Mladą Boleslav (wyg. 1:3). Ostatecznie w barwach Fastavu Zlín Czech wystąpił 100 razy, zdobywając 2 bramki.

### MFK Karviná
Buchta przeszedł do MFK Karviná 6 lipca 2021. Zadebiutował on dla tego zespołu 24 lipca 2021 w meczu z FK Pardubice (2:2). Pierwszą bramkę zawodnik ten zdobył 14 sierpnia 2021 w przegranym 2:3 spotkaniu przeciwko swojemu byłemu klubowi – Fastav Zlín.

### GKS Tychy
28 czerwca 2022 podpisał kontrakt z polskim klubem GKS Tychy, umowa do 30 czerwca 2023. W tyskim klubie zadebiutował 16 lipca 2022 na stadionie miejskim Chojniczanka 1930 (Chojnice) w zremisowanym 2:2 meczu I ligi przeciwko Chojniczance Chojnice, grając całe spotkanie.

## Kariera reprezentacyjna
| Mecze i gole w reprezentacji | Mecze i gole w reprezentacji | Mecze i gole w reprezentacji | Mecze i gole w reprezentacji | Mecze i gole w reprezentacji | Mecze i gole w reprezentacji | Mecze i gole w reprezentacji | Mecze i gole w reprezentacji |
| Czechy U-21                  | Czechy U-21                  | Czechy U-21                  | Czechy U-21                  | Czechy U-21                  | Czechy U-21                  | Czechy U-21                  | Czechy U-21                  |
| Lp.                          | Data                         | Miejsce                      | Gospodarz                    | Gość                         | Wynik                        | Gol                          | Rozgrywki                    |
| ---------------------------- | ---------------------------- | ---------------------------- | ---------------------------- | ---------------------------- | ---------------------------- | ---------------------------- | ---------------------------- |
| 1.                           | 24.04.2013                   | Kromieryż                    | Czechy U-21                  | Słowacja U-21                | 1:0                          |                              | Mecz towarzyski              |